# Gerson Torres Barrantes
Gerson Torres Barrantes, conosciuto semplicemente come Gerson Torres (San José, 28 agosto 1997), è un calciatore costaricano, centrocampista o attaccante dell'Herediano e della nazionale costaricana.

## Carriera

### Club
Ha giocato nella prima divisione costaricana ed in quella messicana.

### Nazionale
Nel 2017 ha partecipato ai Mondiali Under-20 e al Campionato nordamericano Under-20. Sempre nello stesso anno ha anche esordito in nazionale maggiore.

## Palmarès

### Club

#### Competizioni nazionali
- Campionato costaricano: 3

Herediano: Verano 2016, Verano 2017, Invierno 2018

#### Competizioni internazionali
- CONCACAF League: 1

Herediano: 2018